# Capitán América: Civil War
Capitán América: Civil War (título original en inglés: Captain America: Civil War) es una película de superhéroes estadounidense de 2016 basada en el personaje de Marvel Comics, Capitán América, producida por Marvel Studios y distribuida por Walt Disney Studios Motion Pictures. Es la secuela de Capitán América: el primer vengador (2011) y Captain America: The Winter Soldier (2014), y la decimotercera película del Universo cinematográfico de Marvel (MCU). La película es dirigida por Anthony y Joe Russo, con un guion de Christopher Markus y Stephen McFeely, y es protagonizada por Chris Evans como Steve Rogers / Capitán América, junto a un reparto coral que incluye a Robert Downey Jr., Scarlett Johansson, Sebastian Stan, Anthony Mackie, Elizabeth Olsen, Don Cheadle, Chadwick Boseman, Paul Bettany, Jeremy Renner, Paul Rudd, Emily VanCamp, Frank Grillo, Tom Holland, William Hurt y Daniel Brühl. En Capitán América: Civil War, el desacuerdo sobre la supervisión internacional de los Vengadores los fractura en facciones opuestas, una liderada por Steve Rogers y otra por Tony Stark.
El desarrollo de Civil War se inició a fines de 2013 cuando Markus y McFeely comenzaron a escribir el guion, que toma conceptos del arco argumental de cómics de 2006 Civil War, centrándose también en elementos de historia y personajes de las películas de Capitán América anteriores para concluir la trilogía. Luego de reacciones positivas de funciones de prueba de The Winter Soldier, los hermanos Russo regresaron a dirigir a principios de 2014. El título y la premisa de la película se revelaron en octubre de 2014, junto con la inclusión de Downey; los miembros del elenco adicionales se unieron en los meses siguientes. El rodaje comenzó en abril de 2015 en Pinewood Atlanta Studios en el Condado de Fayette, Georgia, y continuó en el área metropolitana de Atlanta antes de concluir en Alemania en agosto de 2015, siendo esta la primera película en cámaras digitales IMAX 2D (para la secuencia de lucha en el aeropuerto). Casi veinte estudios diferentes proporcionaron los efectos visuales durante el proceso de posproducción.
Capitán América: Civil War tuvo su premier mundial en el Dolby Theatre en Hollywood, Los Ángeles el 12 de abril de 2016, y se estrenó en los Estados Unidos el 6 de mayo de 2016, en 3D y IMAX 3D. La película fue un éxito crítico y comercial, con una recaudación de más de mil cien millones de dólares mundialmente, y recibiendo elogios por las actuaciones (Evans y Downey en particular), la acción, el guion, y los temas. Se convirtió en la película más taquillera de 2016 y la duodécima más taquillera de la historia. Una cuarta película, Captain America: Brave New World, se estrenó en febrero de 2025. Es una continuación de la serie Disney+, The Falcon and the Winter Soldier (2021), siguiendo al Sam Wilson de Mackie como Capitán América.

## Argumento
En 1991, el Soldado del Invierno, James "Bucky" Barnes, es despertado de su sueño criogénico con el cerebro lavado y es enviado desde una base de Hydra ubicada en Siberia para interceptar un automóvil que lleva un maletín con muestras del Suero del Súper Soldado y matar a los ocupantes del auto en el proceso.
En la actualidad, Steve Rogers, Sam Wilson, Natasha Romanoff y Wanda Maximoff, detienen a un grupo terrorista liderado por Crossbones, quien pretende robar un arma biológica en la sede de IDEI ubicada en Lagos, Nigeria. Wilson, Maximoff y Rogers neutralizan a los terroristas de Crossbones y Natasha lucha contra Crossbones, pero este consigue derrotar a Natasha y huye. Después es interceptado por el Capitán América y ambos inician un combate. Durante la pelea, Crossbones decide suicidarse junto con el Capitán América activando una bomba, pero Wanda logra contener la explosión con sus poderes y trata de alejarla de la gente alrededor, sin embargo, la hace explotar accidentalmente junto a un edificio cercano, matando a un número de personas de Wakanda.
Wanda y Steve se encierran en una habitación y discuten sobre el incidente en Lagos, ella se culpa a sí misma por haber matado a las personas de Lagos. Steve admite que la culpa fue de ambos, pero son interrumpidos por Visión, el cual les informa que ha llegado Anthony "Tony" Stark con el Secretario de Estado de los Estados Unidos, Thaddeus "Thunderbolt" Ross, quien les informa de que la ONU está en el proceso de aprobación de los Acuerdos de Sokovia que está aprobado por 117 países, el cual se convierte inmediatamente en un organismo internacional para vigilar y regular las acciones de los Vengadores, después de haberles mostrado unos videos que demuestra los diversos desastres que ellos han ocasionado, entre los cuales están: La batalla de Nueva York, la destrucción del cuartel general de S.H.I.E.L.D. en Washington D. C., la destrucción de Sokovia ocasionada por Ultrón y el accidente más reciente del edificio en Lagos. El equipo inmediatamente se divide en dos bandos, con Stark apoyando al gobierno (solo para proteger el mundo de la futura amenaza y porque todavía se siente responsable de lo que pasó con Ultrón) y Rogers por su parte desconfía del gobierno después de que Hydra se infiltró y manipuló a S.H.I.E.L.D. la última vez, además de limitar la autonomía y libertad de los Vengadores. Una vez terminada la reunión, Rogers recibe un mensaje de texto diciendo que Peggy Carter había fallecido mientras dormía y decide asistir a su funeral en Londres, Inglaterra, acompañado por Wilson y Romanoff que aparecen a su lado para compartir su pena y hacerle compañía. Luego Romanoff le informa a Rogers que Stark, James Rhodes y Visión habían firmado los Acuerdos de Sokovia, Wanda estaba indecisa y Clint Barton se había retirado del equipo, pero Rogers no cambia de opinión y decide no presentarse en la conferencia de Viena.
En Viena, Austria, donde la firma de los Acuerdos de Sokovia está llevándose a cabo, un terrorista activa una bomba al lado del edificio. T'Challa, hijo del rey de Wakanda, T'Chaka, ve todo el suceso y grita en señal de advertencia: "¡Todos al suelo!" e inmediatamente el edificio explota. Desgraciadamente, T'Chaka muere a causa de la explosión y T'Challa llora su perdida abrazándolo, además de que la explosión dejó un gran número de personas heridas de la ONU que se encontraban en el lugar. Cuando las cámaras de seguridad revelan que el responsable es el Soldado del Invierno, quien supuestamente plantó la bomba en un auto, T'Challa, al ver en los medios el acontecimiento, jura matar a Bucky con sus propias manos para vengar la muerte de su padre. En una llamada telefónica, Romanoff le da el consejo a Rogers de que debía firmar los Acuerdos de Sokovia y también que no se involucrara tratando de detener a T'Challa, para evitar que asesine a Bucky, porque solo empeorará las cosas; sin embargo, Rogers y Wilson deciden ir a buscar a Bucky y traerlo por su cuenta, después de que Sharon Carter les diera información sobre su ubicación. Tras una persecución con Pantera Negra, las fuerzas especiales alemanas y el Capitán América bajo un túnel en Bucarest, Rumanía, Bucky finalmente es arrestado por la policía con la ayuda de Rhodes, al igual que Rogers, Wilson y T'Challa por obstrucción a la justicia.
Mientras está encerrado en Berlín, en una caja magnética de vidrio templado auto blindado y con esposas atándole los brazos y las piernas, Bucky es liberado por Helmut Zemo, usando la misma secuencia de palabras de activación de Hydra con el mismo libro rojo que aparece al comienzo de la película para interrogar a Bucky sobre la misión de Siberia en 1991 y al mismo tiempo causar un descontrol por parte del Soldado de Invierno. Con su brazo metálico, Bucky logra escapar de la caja de vidrio y después se enfrenta con Stark, Romanoff y Carter. Bucky continúa en su intento de escape con Rogers y Wilson persiguiéndolo, pero Rogers logra detenerlo cuando Bucky iba a escapar en un helicóptero después de que Bucky se enfrentara con Pantera Negra. Steve y Bucky huyen con Wilson. Después de entrar en razón, Bucky le dice a Rogers que Zemo se dirige hacia el centro de Siberia, donde otros Soldados del Invierno fueron creados. Mientras tanto, Barton va al complejo de los Vengadores donde se encontraban Visión y Wanda, para rescatar a esta última. Luego de un breve enfrentamiento entre Barton y Visión, Wanda interfiere neutralizando a Visión con sus poderes para escapar junto con Clint. Después, Visión le informa a Stark sobre lo ocurrido. Rogers recluta a Wanda, Hawkeye y Scott Lang a su causa, además de Wilson y Bucky. Ross le da a Stark 36 horas para capturar a Rogers y a su equipo.
Stark reúne a Black Widow, Pantera Negra, Máquina de Guerra, Visión y luego visita Queens, Nueva York después de descubrir que Peter Parker es en realidad Spider-Man y lo anima a pelear, pese a que al principio Peter se rehúsa para proteger su identidad, pero cambia de opinión y es reclutado para interceptar al equipo del Capitán América en el Aeropuerto de Leipzig/Halle. Antes de que el enfrentamiento entre ambos bandos comience, Rogers le advierte a Stark que Zemo está detrás de todo el conflicto y planeó todo desde el principio, pero Stark se rehúsa a escuchar al Capitán América sobre dicha idea, así que inicia la batalla y suceden varios acontecimientos secundarios como que Spider-Man le quita el escudo y le ata los brazos y las piernas al Capitán América lográndose liberar, Ant-Man se vuelve pequeño y penetra la armadura de Stark para arruinarla pero es expulsado; además de dejar temporalmente fuera de combate a Romanoff, Spider-Man logra ganar un enfrentamiento con Bucky y Falcon, luego Ant-Man se vuelve gigante y empieza a causar alboroto para distraer y que el Capitán América y Bucky puedan escapar; sin embargo Visión vuela hacia Ant-Man y lo cabecea el estómago haciendo que este se debilite, luego Spider-Man sujeta sus piernas haciendo que se caiga al suelo (emulando la Batalla de Hoth en Star Wars: Episodio V - El Imperio contraataca) y se transforme en su tamaño normal. Wanda hace flotar a Romanoff y la estrella contra la pared de un camión pequeño, luego Romanoff permite que Rogers y Bucky escapen en el Quinjet de Stark atacando a T'Challa, mientras que el resto de su equipo es capturado (Hawkeye, Ant-Man, Wanda y Falcon). Rhodes por su parte sufre una grave lesión en la columna vertebral, quedando inválido al caer después de ser alcanzado accidentalmente en el pecho por un rayo de Visión que en realidad estaba apuntando a Falcon. En el complejo de los Vengadores, Stark descubre que Romanoff estuvo como doble agente y advierte que T'Challa podría delatarla con Ross, e inmediatamente Romanoff desaparece no sin antes decirle a Tony: "no soy yo quien debe cuidarse la espalda" y se retira del complejo de los Vengadores. Más tarde, Stark se da cuenta de que la explosión en Viena la provocó en realidad Zemo bajo la apariencia del Soldado del Invierno y que asesinó al verdadero psiquiatra interrogante de Bucky ocultando el cadáver en la habitación del hotel en el que se hospedaba. Luego de visitar a los héroes capturados en la prisión "La Balsa", y sin avisar a Ross, Stark sigue a Rogers y Bucky a Siberia, pero sin que este se dé cuenta, T'Challa también lo sigue.
En alguna parte de Siberia, Stark se reúne con Rogers y Bucky para hacer una tregua, pero Bucky sigue desconfiando de Stark. Cuando estos llegan al centro de la base, descubren que los otros Soldados del Invierno han sido asesinados por Zemo, quien revela que él es un Sokoviano que quiere castigar a los Vengadores por la muerte de su familia. Zemo le muestra a Stark un video de seguridad que toma lugar en 1991, el cual revela que Bucky fue el asesino que mató a los padres de Stark para robar muestras del suero del súper soldado de su auto. Desilusionado, enfurecido y lleno de dolor por la revelación, Stark inicia una pelea contra Rogers y Bucky, mientras que Zemo aprovecha la confrontación para escapar. Mientras tanto, T'Challa, quien a escondidas descubre la inocencia de Bucky en la explosión que mató a su padre, captura a Zemo antes de que se suicidara con una pistola. Mientras tanto, en la lucha, Bucky pierde su brazo metálico, justo cuando este último intentó arrancar el Reactor Arc de la armadura de Iron Man, después de esto comienza una brutal pelea entre el Capitán América y Iron Man. Después del brutal enfrentamiento entre ambos, Rogers finalmente logra desactivar la armadura de Stark con su escudo y consigue detenerlo, habiendo recibido una ayuda previa de Bucky. Al terminar la lucha, Rogers decide llevarse a Bucky lejos de Stark, pero antes de retirarse, Stark le dice a Rogers que el escudo que tiene lo diseñó su padre y que por ende no se lo merece. Rogers, sin medir palabras con Tony, le deja su escudo y se retira con Bucky. Unos días después, Zemo es encarcelado en aislamiento por todos sus crímenes, Stark regresa al complejo de los Vengadores y ayuda a Rhodes a levantarse usando un prototipo de andadera para ayudarlo a caminar mientras se recupera de sus heridas, luego Stark recibe un paquete por correspondencia de un cartero de FedEx (Stan Lee) teniendo adentro una carta de Rogers. En la carta, Rogers se disculpa con Stark por todo lo que había sucedido previamente y le ofrece su ayuda por si la necesitaba en un futuro e incluido un celular especial para que lo llame, mientras que Rogers por otro lado libera a sus compañeros de la prisión "La Balsa", en el Océano Atlántico y los lleva a Wakanda, donde T'Challa les concede asilo. Cuando Ross le avisa a Stark sobre una fuga en la prisión "La Balsa", este último decide ignorar la llamada.
En una escena a mitad de los créditos, Bucky decide por sí mismo volver a ser congelado nuevamente, hasta que se encuentre una forma de cómo borrar la codificación mental que Hydra le colocó en su mente, mientras que Rogers le pregunta a T'Challa (cuando supo que su padre y el amigo de Rogers fueron víctimas de Zemo) cómo piensa mantener a Wakanda protegida ahora que ha tomado parte del conflicto. T'Challa le responde diciendo: "Que intenten venir". La escena muestra una pequeña panorámica de la zona, viendo que ahora están en Wakanda y hay una gigantesca estatua del dios Pantera hecha de piedra en medio de la vegetación.
En una escena poscréditos, Peter se encuentra arreglando su lanza telarañas cuando sin llamar su tía, May Parker, aparece y pregunta por los golpes de Peter, el joven hace unas cuantas bromas sobre la pelea del aeropuerto disimulando el verdadero origen de sus lesiones frente a su tía. La escena termina cuando su lanza telarañas se activa y emite una proyección al techo, siendo la Spider-Signal.

## Reparto

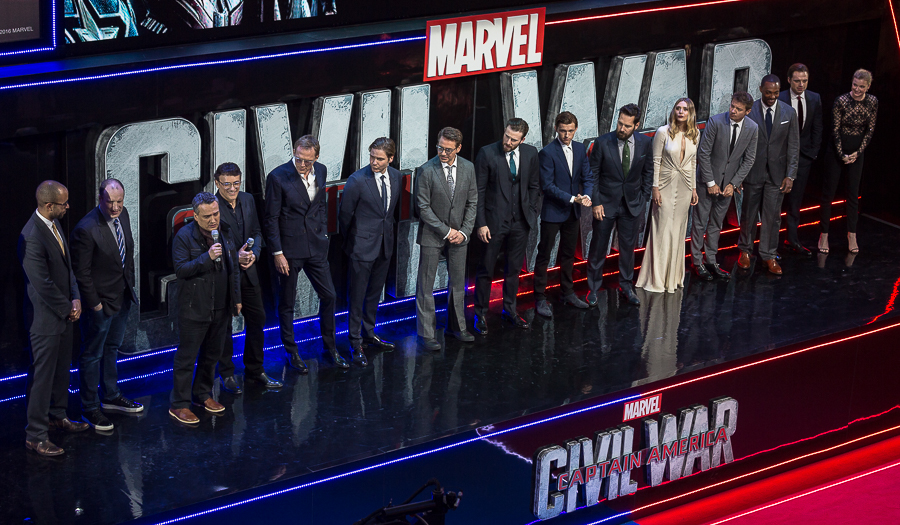
(I-D) Nate Moore, Kevin Feige, los hermanos Russo, Paul Bettany, Scarlett Johansson, Daniel Brühl, Robert Downey Jr., Chris Evans, Tom Holland, Paul Rudd, Elizabeth Olsen, Jeremy Renner, Anthony Mackie, Sebastian Stan, y Emily VanCamp en la premier de Londres.

- Chris Evans como Steve Rogers / Capitán América: El líder de una facción de los Vengadores en contra de la regulación; un veterano de la Segunda Guerra Mundial que fue mejorado hasta la cima de la capacidad humana y congelado en animación suspendida, antes de despertar en el mundo actual. El director Anthony Russo dijo que el arco del Capitán América en la película lo lleva «desde el hombre más celebrado por la compañía» a alguien que es «un propagandista algo dispuesto» a «un insurgente» al final de la película. A diferencia de Civil War en el cómic, la película nunca iba a matar a Rogers, ya que los directores pensaron que sería «un final fácil [...] El lugar más difícil e interesante donde dejarlo es: ¿algún día podrán repararse estas importantes relaciones? ¿Esta familia está rota para siempre?» El régimen de entrenamiento de Evans para ponerse en forma para el papel incluía levantamiento de pesas, que consistía en «el peso corporal y fisicoculturismo clásicos», gimnasia y pliometría, y evitar ejercicios de cardio, junto con una dieta alta en proteína. Su traje en la película recibió «cambios sutiles a todos los detalles y el corte» así como su color, volviéndose una combinación del traje de sigilo de Winter Soldier y el traje de Avengers: Age of Ultron.
- Robert Downey Jr. como Tony Stark / Iron Man: El líder de una facción de los Vengadores a favor de la regulación; se describe como un genio, multimillonario, playboy y filántropo con armaduras electromecánicas de su propia invención. Anthony Russo dijo que la egomanía de Stark le permitió a los guionistas «llevarlo a un punto de su vida donde estuviera dispuesto a someterse a una autoridad, donde sintiera que era lo correcto». Joe Russo añadió que debido a las visiones que Stark tuvo en Age of Ultron, ahora tiene un complejo de culpa que «lo lleva a tomar decisiones muy específicas», llamando a su arco emocional «muy complicado». El entrenador personal de Downey, Eric Oram, declaró que el truco para oponer a Rogers y Stark «es mostrar a Iron Man usando la "mínima fuerza" necesaria para ganar la pelea». Marvel inicialmente quería que el papel de Downey fuera menor, pero «Downey quería que Stark tuviese un rol más sustancial en la trama de la película». Variety señaló que Downey recibiría cuarenta millones más otro pago al final por su participación, así como un pago adicional si la película superaba a The Winter Soldier, ya que Marvel atribuiría ese éxito a la presencia de Downey.
- Scarlett Johansson como Natasha Romanoff / Viuda Negra: Una Vengadora anteriormente aliada con Stark y ahora con Steve; antes una espía de S.H.I.E.L.D. altamente entrenada. Anthony Russo señaló sus lealtades divididas en la película, diciendo que «su cabeza está del lado de Tony, pero su corazón está con Cap en muchos sentidos». Johansson añadió que Romanoff está «buscando planear su posición, poniéndose en una posición donde puede dejar que los poderes fácticos se enfrenten» para poder «tener una mejor perspectiva de la situación real». Al describir la situación de su personaje luego de los sucesos de Avengers: Age of Ultron, Johansson dijo, «Creo que el pasado de la Viuda siempre la perseguirá. Está intentando avanzar, está intentando recomponer su vida». También dijo que Romanoff está en un punto de su vida donde puede tomar decisiones por sí misma, sin que otros participen del proceso de decisión. Sobre la continuación de la relación entre Romanoff y Rogers de The Winter Soldier, Joe Russo dijo que quería «probarla» haciendo que Romanoff le señale a Rogers los errores que el equipo ha cometido y lo convenza «de que podría no ser tan blanco y negro como él lo ve» y que los Vengadores deben «hallar el modo de trabajar dentro del sistema para no ser separados».
- Sebastian Stan como Bucky Barnes / Soldado del Invierno: Un asesino físicamente mejorado, con el cerebro lavado, aliado con Rogers; su mejor amigo que resurgió luego de pensarse muerto en combate durante la Segunda Guerra Mundial. Esta versión es una amalgama de Barnes y el Soldado del Invierno, diciendo Stan, «este tipo es la mezcla de los dos. Este es el resultado. Para mí, nunca volverá a ser Bucky Barnes realmente. Habrá rasgos reconocibles de él, pero su camino por [las experiencias del] Soldado del Invierno siempre estará ahí, atormentándolo». Debido a esto, el personaje tiene más diálogos en la película que en Winter Soldier.
- Anthony Mackie como Sam Wilson / Falcon: Un Vengador aliado con Rogers; un ex pararrescatista entrenado por el ejército en combate aéreo usando una mochila alada específicamente diseñada. Wilson es ayudado por un dron robótico llamado Redwing. Al discutir la relación entre Wilson y Rogers, Mackie dijo, «Con Falcon y Cap, lo que es tan genial es el respeto mutuo. Hay un respeto de soldados. Lo que es genial de [... Capitán América: Civil War] es que logras ver crecer su relación», añadiendo, «Él respeta y admira a Cap porque se ganó su rango, en vez sentarse en una oficina y simplemente delegar órdenes». Joe Russo afirmó que la inclusión de Barnes al bando de Rogers fuerza a Wilson a cuestionar la dinámica y la relación que tiene con Rogers de ahí en adelante.
- Elizabeth Olsen como Wanda Maximoff / Bruja Escarlata: Una Vengadora aliada con Rogers; puede realizar hipnosis y telequinesis. Según Olsen, el personaje está «madurando y empezando a entender y tener conflicto con cómo quiere usar sus habilidades». Como tal, el traje de Maximoff era «relativamente casual» y «más basado en ropa que en superhéroes» según Makovsky, ya que los Russo opinaban que Maximoff no era una Vengadora completa aún. Cuando le preguntaron sobre la relación entre el personaje y Visión en comparación con los cómics, Olsen dijo, «Aprendes un poco más sobre qué conecta [a Escarlata y Visión] en esta película. Y creo que hay momentos muy dulces entre Paul y yo, y trata más sobre cómo se relacionan entre sí y sus similitudes solo basadas en sus superpoderes».
- Emily VanCamp como Sharon Carter: La ahora agente de la CIA y exagente de S.H.I.E.L.D. es revelada en esta entrega como la sobrina de Peggy Carter, el amor de Steve Rogers durante la Segunda Guerra Mundial, era tía de Sharon. Esta revelación lleva al encuentro de ambos, mismo que coincide con un atentado a Naciones Unidas, atribuido a Bucky Barnes. Esto es motivo por el cual ayuda a Steve, ya que ambos tienen «brújulas morales similares». Durante toda la película, es ella quien les proporciona inteligencia de la CIA y los Acuerdos de Sokovia, la ubicación de los otros soldados de invierno, y sus respectivos uniformes y equipo, tras ser confiscados por el gobierno. Esto sella su destino como traidora de la nación y la posiciona como fugitiva de los Estados Unidos. Resignada a tener que vivir huyendo, Sharon y Steve se despiden con un beso de despedida que pone fin a la atracción que sentían.

- Don Cheadle como James "Rhodey" Rhodes / Máquina de Guerra: Un amigo íntimo personal de Tony Stark y un Vengador aliado con él; un oficial de la Fuerza Aérea de los Estados Unidos que opera la armadura de Máquina de Guerra. Cheadle llamó a la aparición de Rhodes en la película un «poco más intensa y esencial» comparada a películas anteriores.
- Chadwick Boseman como T'Challa / Pantera Negra: El príncipe de la nación africana de Wakanda aliado con Stark; que obtiene fuerza mejorada al ingerir la hierba en forma de corazón. El productor Kevin Feige explicó que el personaje fue incluido «porque necesitábamos un tercer partido. Necesitábamos ojos nuevos que no estuvieran embebidos con los Vengadores y que tienen un punto de vista muy diferente que Tony o Steve». T'Challa está en las «primeras fases de tomar» el manto de Pantera Negra, y aparece como algo más que un cameo, con un arco y trayecto de personaje completos con «su propio conflicto y su propia gente que está protegiendo». Boseman no audicionó para el papel, teniendo en lugar una «discusión sobre lo que [Marvel] quería hacer, cómo lo veía y que quería hacer yo». T'Challa está dividido entre su necesidad de estar a la altura de las tradiciones y el legado de su padre y Wakanda, y cómo deben pasar las cosas en el presente. Boseman desarrolló el acento wakandiano él mismo, y lo usó durante toda la producción «sea que estuviese frente a la cámara o no», mientras que el idioma wakandiano se basó en el xhosa, que Boseman aprendió de John Kani (que interpreta a T'Chaka, padre de T'Challa): el traje de Pantera Negra es una combinación de un traje práctico y efectos visuales, con una armadura de vibranio similar a una cota de malla. La diseñadora de vestuario Judianna Makovsky llamó al traje de Pantera Negra «difícil» ya que «hacía falta una especie de cuerpo felino, pero es difícil y práctico a la vez. Hacía falta una sensación de algún tipo de etnia allí, pero de un mundo [Wakanda] que aún no estábamos creando, así que no quisimos ir demasiado lejos y contar demasiado de ese mundo». Además, Makovsky sintió que crear el aspecto de realeza de T'Challa fue «un pequeño desafío», evitando mantos africanos luego de aprender que la realeza africana real generalmente son «educadas en el Occidente [y] se visten en Savile Row». Boseman tiene un contrato de cinco películas con Marvel.
- Jeremy Renner como Clint Barton / Ojo de Halcón: Un maestro arquero aliado con Rogers; un Vengador y agente de S.H.I.E.L.D. retirado. Sobre las razones de Barton para unirse al bando de Rogers, Renner dijo, «Cap fue el primero en llamar. Solo hagamos el trabajo para que pueda volver con mi familia», junto con el sentimiento de obligación de ponerse del lado de Bruja Escarlata, ya que su hermano, Pietro Maximoff / Quicksilver, se sacrificó para salvar a Barton en Avengers: Age of Ultron. Sobre cómo él y Barton encajan en el Universo cinematográfico de Marvel, Renner dijo, «Me alegra estar en el conjunto. No busco tener una película en solitario de ninguna manera [...] Creo que [Barton es] un tipo de utilidad que puede meterse un poco en los universos de otras personas».
- Paul Bettany como Visión: Un androide y Vengador aliado con Stark; creado usando la inteligencia artificial J.A.R.V.I.S., Ultrón, y la Gema de la Mente. Ya que Visión recién fue creado en la película anterior, Age of Ultron, Bettany dijo, «se ve el nacimiento de mi personaje [...] Debe ser omnipotente y a la vez totalmente ingenuo. Y experimentando el mundo en tiempo real y su lugar en él. ¿Será una fuerza del bien o una fuerza del mal?» Bettany también dijo que le interesaba explorar «qué significa ser humano y qué es el amor» con el personaje, ya que «El único modo de garantizar la lealtad de uno es el amor». Esto se exhibe en la conexión que Visión comienza a formar con Wanda Maximoff, sobre lo que Bettany comentó, «Ambos tienen estos nuevos poderes florecientes que no entienden [...] Creo que a él le preocupa que ambos sean peligrosos. Así que siente esta conexión real con ella». Ya que Visión tiene la habilidad de crear un disfraz proyectado, elige vestirse parecido al mayordomo de Howard Stark, Edwin Jarvis.
- Paul Rudd como Scott Lang / Ant-Man: Un ex delincuente aliado con Rogers; adquirió un traje que le permite encogerse o crecer a escala, aumentando también su fuerza. El traje de Rudd «es aerodinámico y de más alta tecnología» que el que aparece en Ant-Man. Peyton Reed, director de dicha película, había discutido al personaje con los hermanos Russo y el modo en que la producción de Ant-Man había filmado ciertas secuencias, diciendo, «Mientras hacíamos [Ant-Man] y estábamos en posproducción, y ellos se estaban preparando para irse a Atlanta a hacer Civil War, tuvimos muchas conversaciones [...] Es importante porque hay una continuidad que debe sucedes en este universo». Sobre la decisión de que Lang se agrande para convertirse en Giant-Man en la batalla del aeropuerto, Feige dijo, «Era una buena idea cambiar el rumbo de la batalla de un modo enorme, chocante e inesperado. Tenemos muchas ideas para [Ant-Man and the Wasp], ninguna de las cuales es contingente con la revelación de Giant-Man, así que pensamos que esta sería la manera divertida, increíble e inesperada de hacerlo». Anthony Russo añadió que la transformación fue la continuación del arco de Lang de Ant-Man, diciendo, «Está muy impresionado con el Capitán América, solo quiere cumplir y descubre una forma de cumplir que podría partirlo a la mitad, pero está dispuesto a hacerlo y funciona».
- Tom Holland como Peter Parker / Spider-Man: Un adolescente aliado con Stark; obtuvo poderes arácnidos después de haber sido mordido por una araña genéticamente modificada. Feige dijo que Parker estaría dividido entre ambas ideologías, diciendo, «¿Quiere ser como estos otros personajes? ¿No quiere tener nada que ver con estos otros personajes? ¿Cómo impacta esto su experiencia, siendo este héroe realista pero muy poderoso? Estas son las cosas con las que Stan Lee y Steve Ditko jugaron en los primeros diez años de sus cómics, y con lo que podemos jugar por primera vez en una película». Sobre su alineación con Stark, Anthony Russo dijo que, a pesar de entrar en el conflicto después de que ambas facciones se hayan formado y sin mucha inversión política, la elección de Parker sale de «una relación muy personal» que desarrolla con Stark. Los Russo esperaban «tomar un enfoque muy lógico, realista y naturalista con el personaje» en comparación a versiones anteriores en el cine. Anthony Russo añadió que la introducción del personaje debía encajar con «ese mundo con un tono y estilo específicos» del MCU, así como el tono establecido por los directores en Winter Soldier, diciendo, «Es un poco más realista y contemporáneo». Esto «tiñó mucho nuestras decisiones» con Parker. Sobre el traje de Spider-Man, Joe Russo lo describió como «un traje ligeramente más tradicional, influenciado por Steve Ditko», y que la película exploraría cómo opera el traje, en particular los ojos mecánicos. Holland optó por no leer todo el guion de Civil War para evitar la posible filtración de información públicamente. Tiene un contrato para al menos tres películas, sin contar su aparición en Civil War. Luego profundizó, diciendo que había firmado para «tres películas de Spider-Man y tres películas individuales».
- Frank Grillo como Brock Rumlow / Crossbones: Excomandante del equipo de contraterrorismo de S.H.I.E.L.D., S.T.R.I.K.E., que ha revelado ser un agente de Hydra. Sobre regresar como el personaje, Grillo dijo, «Él es un tipo rudo. Es perverso. Me gusta la idea de que no está restringido. Pesaba 15 libras (7 kg) más cuando hice Cap 2, y aumentaré otras quince libras para hacer Cap 3». Sin embargo, advirtió que «Esta película es tan grande y con tanta gente, así que no tienes tanto tiempo como te gustaría». Grillo afirmó que el objetivo principal de Rumlow en la película es vengarse; «Lo que sea que Rumlow sentía en cuanto a sus dudas sobre de qué lado estar, que creo que tenía, ya no existen».
- William Hurt como Thaddeus "Thunderbolt" Ross: El Secretario de Estado de los Estados Unidos y exgeneral del Ejército de EE. UU. dedicado a capturar a Hulk. Hurt, sobre su regreso al MCU luego de aparecer en The Incredible Hulk, dijo, «No lo veo como un regreso, creo que es una nueva versión por completo», y añadió, «lo que [los guionistas] hicieron es tomar al personaje [...] y hacer una nueva versión [...] un estilo más modernizado». Joe Russo agregó que Ross era el personaje perfecto para usar porque tiene «un punto de vista fanático anti-superhéroes» y se ha «vuelto más sabio y político, y se ha puesto en una posición de poder, al contrario que Colin Powell. Ahora está arrinconando a los Vengadores mediante la política, los está superando tácticamente». Joe también añadió que Ross fue incluido debido a que los Russo sintieron que era importante hacer a The Incredible Hulk "relevante otra vez dentro del [MCU]" ya que «puede haber sido un poco olvidada».
- Daniel Brühl como Helmut Zemo: Un coronel sokoviano vuelto terrorista que está obsesionado con derrotar a los Vengadores. Zemo, que se hace llamar de distintas formas en la película, no usa su máscara característica del cómic. Brühl dijo que la versión que aparece en la película está «vagamente conectada» al personaje de los cómics y por esta razón le gustó Marvel, ya que «algunos personajes y cosas con las que lidian siempre hacen referencia a eventos actuales, así que mi personaje es de un lugar diferente al que creerían». Feige describió al personaje como «un producto del Universo cinematográfico [de Marvel] y todo lo que ha ocurrido dentro de este universo hasta este punto». mientras que Anthony Russo lo llamó «un hombre común. Su enfoque era: vi a todos estos tipos pelear lo suficiente para saber que no puedo ganar. Pero puedo descubrir formas de quebrarlos. Lo impulsan las emociones y encuentra un punto débil». Brühl, que fue elegido debido a su acento alemán, no sintió que el papel fuera un estereotipo, diciendo, «No es un tipo que es malo y siniestro, sino que en realidad es muy astuto; un tipo muy listo que hace todo por una razón y motivación muy razonables». Brühl también dijo que Zemo puede reaparecer en futuras películas del MCU, y Moore añadió que, mientras que Zemo tiene un propósito en esta película, es más para establecer una próxima película.

Además, John Slattery y Kerry Condon repiten sus papeles como Howard Stark y la voz de V.I.E.R.N.E.S. de películas anteriores del MCU. Martin Freeman es presentado como Everett K. Ross, un miembro del Centro Conjunto Contra el Terrorismo de la CIA y un personaje asociado con Pantera Negra en los cómics. Freeman describió a Ross como alguien que «trabaja para el gobierno estadounidense [... y] trabaja en conjunto con los superhéroes, y ciertas agencias para ayudarlo a dominar el poder de los superhéroes». Feige añadió que Ross aparecería brevemente en la película, con la intención de expandir el rol del personaje en próximas películas. Marisa Tomei aparece como May Parker, tía de Peter Parker; John Kani aparece como T'Chaka, padre de T'Challa y soberano de Wakanda; Hope Davis aparece como Maria Stark, madre de Tony Stark; Gene Farber aparece como Vasily Karpov, el oficial de Hydra que supervisó el programa de Soldado del Invierno; y Florence Kasumba interpreta a Ayo, un miembro de la Dora Milaje de T'Challa. Alfre Woodard, que interpreta a Mariah Dillard en la serie de televisión del MCU Luke Cage, aparece brevemente en la película como Miriam Sharpe, la madre de un ciudadano estadounidense fallecido en la batalla de Sokovia. Downey sugirió a Woodard para el papel antes de que Marvel Studios supiera de su inclusión en Luke Cage. Jim Rash aparece como un miembro del profesorado del MIT, mientras que Stan Lee hace un cameo como un repartidor de FedEx, y el codirector Joe Russo tiene un cameo como Theo Broussard, un psiquiatra asesinado por Zemo. Damion Poitier, que apareció como Thanos en The Avengers antes de que Josh Brolin quedara en ese papel para películas posteriores, aparece como uno de los mercenarios de Calavera.

## Doblaje
| Intérpretes        | Personaje                              | Doblaje Latino (México) | Doblaje en España    |
| ------------------ | -------------------------------------- | ----------------------- | -------------------- |
| Chris Evans        | Steve Rogers / Capitán América         | José Antonio Macías     | Raúl Llorens         |
| Robert Downey Jr.  | Tony Stark / Iron Man                  | Idzi Dutkiewicz         | Juan Antonio Bernal  |
| Jeremy Renner      | Clint Barton / Ojo de Halcón           | Edson Matus             | Sergio Zamora        |
| Sebastian Stan     | Sargento James «Bucky» Barnes          | Irwin Daayán            | David Jenner         |
| Anthony Mackie     | Sam Wilson / Falcon                    | Eduardo Ramírez Pablo   | José Luis Mediavilla |
| Scarlett Johansson | Natasha Romanoff / Viuda Negra         | Rosalba Sotelo          | Joël Mulachs         |
| Elizabeth Olsen    | Wanda Maximoff / Bruja Escarlata       | Irina Índigo            | Cristina Yuste       |
| Paul Bettany       | Visión                                 | Milton Wolch            | Víctor Iturrioz      |
| Chadwick Boseman†  | T'Challa / Pantera Negra               | Manuel Campuzano        | Miguel Ángel Garzón  |
| Paul Rudd          | Scott Lang / Ant-Man                   | Sergio Bonilla          | Claudio Serrano      |
| Tom Holland        | Peter Parker / Spider-Man              | Alexis Ortega           | Mario García         |
| Emily VanCamp      | Sharon Carter / Agente 13              | Vanessa Acosta          | Pilar Martín         |
| Daniel Brühl       | Helmut Zemo                            | Javier Olguín           | Rafa Romero          |
| Don Cheadle        | Teniente Coronel James «Rhodey» Rhodes | Óscar Flores            | Rafael Calvo         |
| Frank Grillo       | Brock Rumlow / Calavera                | Rafael Pacheco          | Paco Gázquez         |
| William Hurt       | General Thaddeus «Thunderbolt» Ross    | Óscar Gómez Acevedo     | Salvador Vidal       |
| Martin Freeman     | Everett K. Ross                        | Juan Antonio Edwards    | Jesús Maniega        |
| Marisa Tomei       | May Parker                             | Magda Giner             | Mar Bordallo         |
| John Kani          | T'Chaka                                | César Árias             | Rafael Azcárraga     |
| John Slattery      | Howard Stark                           | Raúl Anaya              | Txema Moscoso        |
| Alfre Woodard      | Miriam Sharpe                          | Rebeca Patiño           | María Jesús Nieto    |
| Stan Lee           | Repartidor de FedEx                    | Jesse Conde             | Santiago Cortés      |

## Producción

### Desarrollo
En marzo de 2014, Anthony y Joe Russo confirmaron que habían firmado para regresar a dirigir una tercera película del Capitán América, junto con Chris Evans como protagonista, Kevin Feige como productor, y Christopher Markus y Stephen McFeely como guionistas. Markus y McFeely habían estado trabajando en el guiones desde fines de 2013, mientras que los hermanos Russo comenzaron en febrero de 2014. La re-contratación de los directores, tres meses antes del estreno de Captain America: The Winter Soldier, fue resultado de las funciones de prueba de esa película, que impresionaron a los ejecutivos de Marvel. Evans ganó quince millones de dólares por la película.
En una entrevista en abril de 2014, Joe Russo describió al proyecto como una continuación de la historia de Captain America: The Winter Soldier: "Lo bueno de la película es que [...] tiene dos partes. Hay un trayecto en el que se embarca el Soldado del Invierno que aún no está completo." Ese mes, Marvel anunció una fecha de estreno del 6 de mayo de 2016, y Trent Opaloch, que fue el director de fotografía en The Winter Soldier, dijo que regresaría para la película. En julio, Markus y McFeely declararon que estaban a mitad de un primer borrador de la película, a partir del cual empezaría el rodaje en abril de 2015. El mes siguiente, afirmaron que buscaban que el tono de la película fuera "una amalgama" de El primer vengador y The Winter Soldier, con los Russo comparándola a un suspenso psicológico, citando a Seven, Fargo y El padrino como influencias, junto con los westerns y las películas de Brian De Palma. Los Russo también dijeron que "una buena parte de [Civil War es] en realidad más graciosa que Winter Soldier con un tono más cómico y momentos más alegres."
En agosto de 2014, los Russo afirmaron que la película se situaría «un par de años» después de The Winter Soldier, y continuaría centrándose en la relación de Steve Rogers com Bucky Barnes, así como los temas políticos relacionados con el Capitán América. Anthony dijo, «El personaje fue inventado con un propósito político explícito. Así que es difícil alejarse de esa naturaleza». Los Russo también dijeron que estarían «trayendo algunos elementos nuevos a la mesa que nos darán un giro sobre Winter Soldier», e indicaron que el inicio del rodaje estaba previsto en Atlanta. Ellos se describieron como «extasiados» con un primer borrador del guion entregado por Markus y McFeely, y también dijo que el título de la película se anunciaría «en un mes a lo mucho», y que el concepto y el título de la película fueron idea de Feige, que lo había tenido «por un tiempo». En septiembre, Joe profundizó diciendo que la película tendría otra «gran idea que altera el universo por completo de algún modo» similar a la caída de S.H.I.E.L.D. en The Winter Soldier. El resto de la película, como los personajes, la historia y el tono, querían abiertos a la interpretación de los Russo y los guionistas.

### Preproducción
Para octubre de 2014, Robert Downey Jr. había entrado en últimas negociaciones para repetir su papel como Tony Stark / Iron Man en la película. Downey fue incluido para que la película adapte la historia de los cómics de 2006–07 Civil War escrita por Mark Millar, que enfrentaba a Iron Man y Capitán América. Al final del mes, se confirmó que Sebastian Stan regresaría como Bucky Barnes / Soldado del Invierno. Pocos días después, Marvel reveló que la película se titularía Capitán América: Civil War, confirmando la aparición de Downey y anunciando que Chadwick Boseman aparecería en la película como Pantera Negra previo a su película individual. Feige también confirmó que la película sería la primera de la Fase Tres del MCU. Anthony Russo declaró que adaptar la historia Civil War no siempre fue la intención, ni la dirección de la película cuando los hermanos inicialmente se sumaron como directores. Markus profundizó diciendo que el concepto original para una tercera película del Capitán América «nunca llegó a borrador», con Feige diciéndole en algún momento al equipo que comenzara a adaptar Civil War alrededor de sus ideas originales. McFeely añadió también que, a pesar del cambio de dirección de la película, «El tema central, incluso cómo Zemo opera, son de esa [primera] iteración». Los Russo revelaron que, si las negociaciones con Downey para aparecer en la película hubiesen fallado, habrían usado la historia Madbomb de los cómics de Capitán América, que eventualmente se usó como parte de la trama en la primera temporada de la serie de televisión Agent Carter. La premisa de la película se habría centrado en Zemo detonando la Madbomb, que hubiera «vuelto frenéticos a hordas de gente» para presentar una amenaza física al Capitán América, y también enfrentando a los héroes, ya que algunos estarían zombificados debido a la Madbomb, para satisfacer un «componente emocional» de la película.
McFeely dijo que la idea de basar a la película en Civil War había «estado sobre y fuera de la mesa por un tiempo» en Marvel Studios, explicando, «es un desafío hacerlo y asegurarse de que todos los personajes que hemos establecido, y que todos han establecido en el MCU reciban un tratamiento correcto. Porque hay una diferencia entre los personajes en Civil War, que fue escrita en 2006, 2007. El MCU no existe [cuando se escribió]. No hay un Robert Downey Jr. o Chris Evans que haya ayudado a crear [a los personajes], así que necesitamos asegurarnos de que esa plantilla se ajuste». Joe Russo añadió que la «esencia» de Civil War se usó, como «el concepto del registro, la noción de que los héroes deben ser monitoreados o controlados porque su poder puede ser aterrador» siendo aplicables. Anthony Russo profundizó, «en muchos sentidos [el registro de superhéroes] puede ser un problema político, y no queríamos que el conflicto de la película solo existiera en ese nivel. Queríamos descubrir razones muy personales de por qué la relación de todos con esta idea del registro se volverá tan complicada. Eso es lo que nos permitió hacer la relación entre Steve y Bucky, para ponerlos muy personales en cuanto a por qué la gente podría inclinarse a un lado o el otro». El productor ejecutivo Nate Moore añadió que «se sintió como el tema correcto» para adaptar Civil War dado que The Avengers, más varias películas de la Fase Tres (Thor: The Dark World, The Winter Soldier, y Avengers: Age of Ultron), todas lidiaron con «experiencias de fin del mundo. Sentimos que teníamos que contar el paso siguiente de esa historia, que es [...] ¿cuál es la reacción del mundo?»
En noviembre de 2014, Daniel Brühl se unió al elenco en un papel no especificado, mientras que se confirmó el regreso de Anthony Mackie y Frank Grillo como Sam Wilson / Falcon y Brock Rumlow / Calavera, respectivamente. Luego del ciberataque a Sony Pictures en noviembre de 2014, se publicaron correos entre la copresidente de Sony Pictures Entertainment Amy Pascal y el presidente Doug Belgrad, afirmando que Marvel quería incluir a Spider-Man (cuyos derechos cinematográficos están licenciados para Sony) en la película, pero se creyó que las conversaciones entre los estudios se habían terminado. Sin embargo, en febrero de 2015, Sony Pictures y Marvel Studios llegaron a un acuerdo de licencia para el uso de Spider-Man en una película del MCU, y los informes indicaron que el personaje aparecería en Civil War. Los Russo declararon que estuvieron presionando por meses para incluir al personaje en la película. En enero de 2015, Mackie reveló que, además de Atlanta, las locaciones del rodaje incluirían a Puerto Rico y Berlín, mientras que los hermanos Russo confirmaron que Scarlett Johansson regresaría como Natasha Romanoff / Viuda Negra en la película. El editor Jeffrey Ford, que trabajó en The Winter Soldier, también firmó para Civil War. En marzo de 2015, se reveló que Jeremy Renner repetiría su papel como Clint Barton / Ojo de Halcón. El mes siguiente, se confirmó que la película sería convertida a 3D en posproducción, y que Brühl interpretaría a Helmut Zemo. Además, Elizabeth Olsen reveló que repetiría su papel como Wanda Maximoff / Bruja Escarlata en la película.

### Rodaje

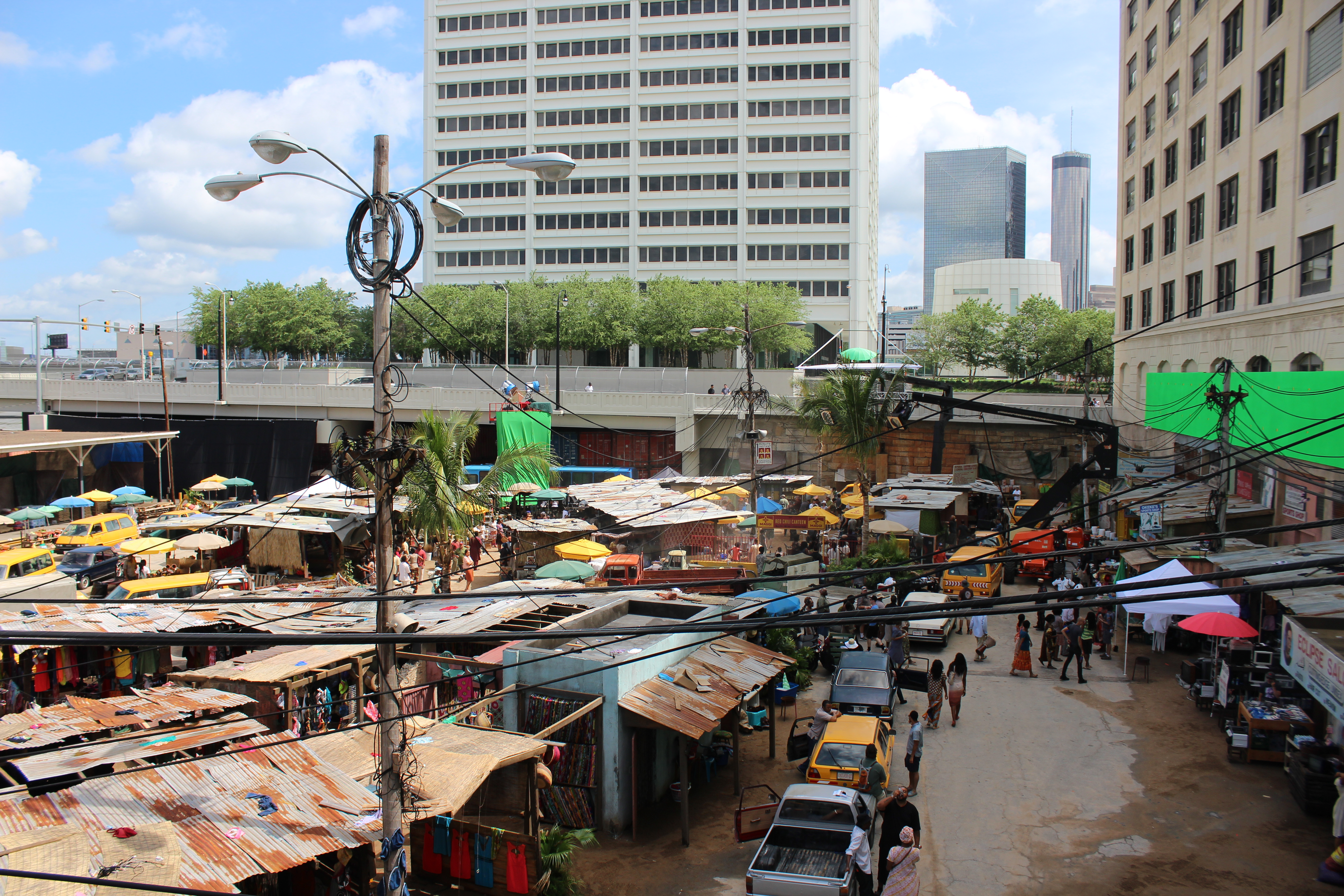
Set de filmación de Capitán América: Civil War en el centro de Atlanta.

La fotografía principal comenzó el 27 de abril de 2015. en el Condado de Fayette, Georgia, en Pinewood Atlanta Studios, con el título de producción Sputnik. Entre otras locaciones de filmación en el área metropolitana de Atlanta se encontraron el distrito Buckhead; la Iglesia cristiana de Peachtree en el centro de Atlanta; el centro urbano de Atlanta, incluyendo el área cercana a Philips Arena conocida como el Barranco, que sirvió como un mercado en Lagos; Norcross, Georgia; la sede de Porsche en Aerotropolis Atlanta, que sirvió como la sede de los Vengadores en la película; y el centro cívico de Atlanta, que sirvió como el laboratorio del IFID (Instituto de Enfermedades Infecciosas) en Lagos; los interiores de este último reemplazaron al MIT, y una tercera parte se usó para una ubicación de Berlín. Trent Opaloch sirvió como director de fotografía, mientras que Chad Stahelski, David Leitch y Spiro Razatos fueron directores de segunda unidad.
A principios de mayo, Marvel anunció que Martin Freeman fue elegido en un papel no especificado, y que repitiendo sus papeles estarían Paul Bettany como Visión, Don Cheadle como James Rhodes / Máquina de Guerra, Paul Rudd como Scott Lang / Ant-Man, Emily VanCamp como Sharon Carter, y William Hurt como Thaddeus «Thunderbolt» Ross. Samuel L. Jackson, que apareció como Nick Fury en las dos películas de Capitán América anteriores, dijo que estaba «sorprendido» al descubrir que no estaría en Capitán América: Civil War, después de que «los hermanos Russo [le] dijeron que estaba». Moore afirmó que Fury no fue incluido «porque no agregaba nada a la historia de Civil War que estábamos contando», mientras que Markus dijo que no querían que eligiera ningún bando en particular porque «ese no es su lugar en el universo». Sobre los vínculos de cada personaje con la trama, Anthony Russo dijo que cada uno fue examinado a nivel personal para ver cómo responderían a la idea del registro. Sobre la representación de cada personaje, Joe Russo dijo que él y su hermano tenían una fuerte «conexión emocional y psicológica con [estos] personajes» de niño, y añadió, «Queremos llegar a entender qué motivó elementalmente a uno a amar al personaje. Eso es lo que intentamos hacer resaltar en los personajes ahora». También mencionó que estaban «intentando honrar los sentimientos de naturalismo y realidad [con la película]».
Luego de la revelación del elenco completo de la película, varios sitios y fanáticos comenzaron a referirse a la película como «Avengers 2,5», dada la variedad y la naturaleza coral del reparto, usualmente reservado para las películas de Avengers, y el hecho de que la película ya no sentía centrada en el Capitán América, como con The Winter Soldier. En respuesta a esto, Feige dijo, «Lo divertido de Civil War es, como se sabe de los cómics, es una historia muy simple. Y en realidad debe serlo, para acomodar a tantas partes. Es básicamente una película de Capitán América y una secuela de Winter Soldier en sentidos que no creo que la gente [espera ...] Es una estructura muy simple que permite tener estas increíbles interacciones entre personajes de un modo que no creo que se vuelva abrumador». Feige también reveló que Hope van Dyne / Avispa estaba en un borrador original de la película, luego de recibir el traje de Avispa al final de Ant-Man, pero fue eliminada porque «hay tantos personajes en Civil War que no queríamos tratarla injustamente», diciendo que Marvel estaba «guardando» al personaje para un mejor entorno para revelar a van Dyne en el traje de Avispa por primera vez y ver «la dinámica con Scott [Lang] de un modo que podría funcionar».
A fines de mayo, los hermanos Russo, junto con Feige y Pascal, realizaron una prueba en Atlanta para seis actores adolescentes que estaban en la mira para el papel de Peter Parker / Spider-Man, audicionando junto a Downey y Evans por la «química»; Tom Holland fue elegido como el personaje el mes siguiente, para aparecer también en una película individual. Los Russo fueron «bastante claros sobre a quien [querían] para el papel», insistiendo en elegir a un actor cercano a la edad de Peter Parker para diferenciarse de las interpretaciones previas. También elogiaron a Holland por tener antecedentes de baile y gimnasia. En el momento, Marvel no confirmó su participación en Civil War, debido a estar obligado por contrato a no hablar sobre su inclusión en público. Los Russo discutieron esto, diciendo que los varios asuntos de negocios y acuerdos derivados de compartir los derechos del personaje, como en un nivel promocional y comercial, «siempre estaban rezagando un poco detrás de cómo usáramos al personaje. Siempre estábamos en peligro de dañar el trato; aún había temas sensibles entre ambos estudios en los que debíamos acordar». En julio de 2015, Jonathan M. Goldstein, uno de los guionistas de la película individual de Spider-Man, confirmó que Holland aparecería en Civil War, y luego lo reafirmó una visita al set de Entertainment Weekly. Jon Watts, director de Spider-Man: Homecoming, estuvo en el set para el rodaje de las escenas de Spider-Man, para «ver qué hacían con él, y eso informó adónde lo llevamos eventualmente», y ofrecer «ideas sobre esto y aquello», sobre cómo debería verse el armario y la habitación de Parker, «para asegurar que estemos de acuerdo para que [Homecoming] sea una transición sin problemas con» su película. Anthony Russo declaró que, a pesar de que Marvel les dijera que tuvieran un «plan B» si el acuerdo con Sony fallaba, los Russo nunca crearon uno porque «era muy importante para nosotros reintroducir» a Spider-Man en la película, y añadió, «Solo hemos previsto a la película con Spider-Man».
Para fines de junio, el rodaje llegó a mitad de camino, con la producción trasladándose a Alemania a principios de agosto. Entre las locaciones de rodaje en Alemania se encontraron el Estadio Olímpico de Berlín, y el Aeropuerto de Leipzig/Halle en Schkeuditz. El rodaje adicional también se realizó en Puerto Rico y Noruega, y estaba previsto en Islandia. El rodaje concluyó el 22 de agosto de 2015.
Capitán América: Civil War fue la primera película en usar cámaras digitales IMAX 2D, hechas en asociación con Arri, que era una versión personalizada de la Arri Alexa 65. Según Joe Russo, aproximadamente quince minutos de la película, la secuencia donde ambas facciones luchan en el Aeropuerto de Leipzig/Halle, calificándola con «una escala increíble» y refiriéndose a ella como el «panel de bienvenida», fueron rodados con esas cámaras. Opaloch señaló que hubo discusiones a fines de la preproducción para rodar toda la película con las cámaras Alexa 65. Sin embargo, debido a lo poco que faltaba para iniciar el rodaje, así como la idea siendo «un compromiso de tan gran escala», se decidió usarlas solamente para la secuencia del aeropuerto, con el resto de la película rodada con cámaras digitales Arri Alexa XT. Para la escena del aeropuerto, Opaloch articuló las Alexa 65 a un technocrane, una Steadicam, un dolly y un dron para tomas elevadas, que tuvo su propio equipo dedicado operándola. Debido a la cantidad de resolución que ofrecían las Alexa 65, Opaloch optó por usar planos medios en vez de primeros planos, y para sus planos amplios, mantener la toma por un poco más de tiempo, «quizás con un ligero movimiento de cámara que le permita a la audiencia incorporarlo todo».

### Posproducción
En septiembre de 2015, Mark Ruffalo, que interpreta a Bruce Banner / Hulk en las películas del MCU, afirmó que su personaje inicialmente estaba en el guion de Civil War, pero fue eliminado debido al final de Avengers: Age of Ultron, ya que Marvel no «quería revelar dónde [está] y por qué» en esta película. Markus añadió que apenas Hulk se uniera a un bando, la pelea terminaría pronto, diciendo, «Uno tiene que elegir su nómina [de personajes] dependiendo de qué tipo de pelea quieres tener». Luego explicó que contempló la aparición de Hulk al final de la película, pero decidió no hacerlo, sintiendo que estaba llenando en exceso de personajes a la película, y añadió, «[Hulk] claramente fue a algún lugar al final de [Age of] Ultron, y esa es una historia. No hay que arruinarlo y ponerlo en un pequeño pedacito solo para agregar una pequeña filigrana extra a nuestra película». Además, se consideró la inclusión del alter ego de Ross, Red Hulk, pero los Russo sintieron que esa parte del personaje requeriría una propia historia previa que no podrían mostrar en una película ya concurrida. Sintieron que Ross «estaba ahí como la agenda del gobierno, no para agregar otro complicado personaje superpoderoso a la mezcla». También se consideró el traje de Spider-Man Iron Spider.
Ese mes de noviembre, Joe Russo declaró que el tema de la película era la traición, llamándola «extremadamente emocional. [La película] gira en torno a esa emoción, y en un nivel muy personal no queríamos que se tratara de política y gente discutiendo temas comunes. El tercer acto está basado en torno a un momento muy personal entre [el Capitán América y Iron Man]». Los Russo pasaron una gran cantidad de tiempo con Markus, McFeely y Moore para asegurar que el arco emocional de cada personaje siguiera toda la película correctamente, aunque en un punto se dieron cuenta de que «hay que sacrificar la lógica por la conveniencia». Al hablar sobre el proceso de posproducción en enero de 2016, los hermanos Russo dijeron, «Éste ha sido el proceso de posproducción más fácil que hemos tenido en una película. Estamos muy contentos con cómo estaba la película. Todos estamos muy felices con dónde estaba la película. Para nosotros, la parte difícil es los efectos, porque es una película muy complicada y hay algunas secuencias muy grandes en la película. Los efectos son en una escala mucho mayor que lo que hicimos en Winter Soldier. Esa es la parte que se vuelve muy difícil porque no hay mucho tiempo y todos tienen estándares muy altos. Así que todos empiezan a matarse en este punto [...] terminaremos con la película en dos meses y medio». También afirmaron que la película haría «algunas tomas nuevas» de mediados a fines de enero.
En febrero, se reveló que el personaje de Freeman sería Everett K. Ross, y se informó que Gwyneth Paltrow se había unido a la película para las nuevas tomas de enero, repitiendo su papel como Pepper Potts; sin embargo, en abril de 2016, se reveló que Paltrow no aparece en la película, con Anthony Russo explicando que el contrato de Paltrow con Marvel había terminado después de Iron Man 3, y «decidimos inicialmente que podíamos hacer que la separación de Pepper [y Tony] tenga un impacto emocional sin tener una escena con ella». El 16 de marzo de 2016, los Russo afirmaron que la película estaba «a aproximadamente una semana semana y media de» completarse, y Joe añadió que tendría una escena poscréditos, con la posibilidad de dos o tres en total. La película se completó el 4 de abril de 2016. Más adelante en abril, se reveló que Alfre Woodard y Jim Rash se unirían al elenco, mientras que Feige explicó que el director de Black Panther Ryan Coogler contribuyó parte del diálogo de Pantera Negra en varias escenas durante las tomas nuevas. En la premier de la película, se reveló que Marisa Tomei aparece como May Parker, tía de Peter Parker.

#### Efectos visuales
Casi veinte estudios de efectos visuales trabajaron en Capitán América: Civil War, entre ellos Industrial Light & Magic (ILM), Lola VFX, Method Studios, Luma Pictures, Dneg, Image Engine, Trixter, Cinesite, y The Third Floor entre otros. Lola VFX rejuveneció a Downey Jr. en una escena que involucraba a una versión holográfica más joven de sí mismo. Trent Claus, supervisor de efectos visuales de la compañía, dijo, «En este caso, analizamos escenas del señor Downey a la edad aproximada que queríamos como objetivo, que era alrededor de la época de la película Less Than Zero [cuando Downey tenía poco más de veinte años]». También señaló la dificultad de la escena, debido a ser cerca de cuatro mil fotogramas, y el hecho de que Downey movía su cabeza de lado a lado muchas veces. Lola también trabajó en efectos visuales para Visión. The Third Floor previsualizó extensamente la película, incluida la escena en el Aeropuerto de Leipzig/Halle. Gerardo Ramírez, el supervisor de previsualización y posvisualización de la compañía, dijo:
Visualizamos la mayoría de las escenas principales de la película, algunas más parte de la historia y otras más de acción. Los Russo usaron varios métodos para planear y usaron cada departamento para lo que hace mejor. Las primeras ediciones fueron una combinación de guiones gráficos, previsualización y clips de escenas de riesgo. Los acróbatas harían la coreografía de acción mano a mano, mientras que los guiones gráficos se usarían para momentos de personajes, y la previsualización se usó para grandes escenas de acción que requerían varios personajes digitales.
Method Studios, que trabajó en cuatrocientas cuarenta tomas, fue responsable de la secuencia del helicóptero en la mitad de la película y la batalla culminante entre Iron Man, Bucky y Capitán América. La intención original para la secuencia del helicóptero era situarla junto al Paul-Löbe-Haus, donde se reúne el Bundestag; sin embargo, no se permitió mostrar la ubicación en la película, resultando en que Method crease un fondo completamente generado por computadora. Para la batalla final, uno de los desafíos para Method fue que el color del traje de Iron Man fuera correcto, optando por un «aspecto de Iron Man más clásico en vez del aspecto de pintura de auto muy lustrosa» que Iron Man tenía en las anteriores películas de los Vengadores. ILM fue mayormente responsable por los efectos visuales durante la secuencia de pelea a gran escala en el aeropuerto, junto con la creación de los activos digitales para todos los personajes. El supervisor de efectos visuales Russell Earl afirmó que la escena de veinte minutos se convirtió en una secuencia casi completamente digital, explicando, «Finalmente terminamos reemplazando 99% de todo lo que fue rodado con los actores levantados del fondo. Originalmente tanto Spider-Man y Pantera Negra fueron planeados como elementos fotografiados, pero terminamos completándolos casi por completo». Luma Pictures, que también trabajó en Winter Soldier, tuvo la tarea de completar tomas del brazo de Bucky y su silla metálica de lavado de cerebro. También trabajó en el escape de Bucky del lobby de la fuerza especial y diseño la nueva armadura híbrida de nanotecnología de Iron Man, que fue un homenaje a la armadura del Borde Sangrante de los cómics. Su trabajo llegó a un total de doscientas tomas.
La firma de diseño Sarofsky nuevamente trabajó en la secuencia de títulos finales principal de la película, habiendo hecho lo mismo para Winter Soldier. La secuencia usó colores «ocre quemado, apagado y moteado, azul acero y gris oscuro», que fueron un gran contraste con las secuencias de Winter Soldier y El primer vengador (esta última creada por Method Design) que tuvieron «un enfoque gráfico minimalista, reduciendo a los participantes clave a siluetas y achicando la paleta a tres colores» y «arte de propaganda vibrante e icónico cobra vida, tentando al espectador a unirse a la lucha», respectivamente. El director creativo Erin Sarofsky señaló que uno de los desafíos para la secuencia de Civil War fue «que se sienta como una secuencia de títulos de Capitán América y no una de los Vengadores» dado el número de personajes en la película.

## Música
Henry Jackman regresó de Winter Soldier para hacer la banda sonora de la secuela. Él encontró a la película diferente en tono a la anterior, lo que requirió una música mucho más sinfónica y orquestal. Esto culmina en la batalla final entre Capitán América, Soldado del Invierno y Iron Man, cuya música Jackman describió como «algo operística y [...] con un estilo casi clásico». Aunque el compositor repitió y desarrolló sus temas para el Capitán América y el Soldado del Invierno de la película anterior, e introdujo motivos para los nuevos personajes Spider-Man, Pantera Negra, y Zemo, Fue cauteloso de no empujar a la audiencia a un lado o al otro del conflicto central usando música específica de un personaje; Jackman compuso un nuevo tema principal para representar la guerra civil, «un tema genérico para equilibrar todo», «hacia el cual todos los personajes puedan gravitar. Los envolvió a todos y ayudó a unir la película en vez de hacer temas dispares sin fin». Jackman también escribió un tema de suspenso que aparece siempre que se explora el misterio alrededor del plan de Zemo. Esto fue inspirado en la obra de Jerry Goldsmith. El álbum de banda sonora fue lanzado por Hollywood Records el 6 de mayo de 2016.

## Marketing

### Publicidad
A principios de julio de 2015, Marvel inició una campaña de marketing viral para Ant-Man con Leslie Bibb, repitiendo su papel de las películas de Iron Man como la periodista Christine Everhart, informando para el falso programa de noticias, WHIH Newsfront. En una emisión, Everhart discute eventos que conducen a Capitán América: Civil War. La escena poscréditos de Ant-Man mostró escenas rodadas por los hermanos Russo para Civil War, mostrando a Wilson y Rogers con Barnes en su custodia, e incapaces de contactar a Stark debido a «los acuerdos», Wilson menciona que «[conoce] a un tipo», insinuando a Lang. Feige explicó que cuando la escena poscréditos apareciera en Civil War podría tener «tomas diferentes» o «ángulos diferentes». Stan dijo que la escena fue rodada a principios de mayo de 2015, y aparecería en la mitad de Civil War. Las primeras imágenes de la película debutaron en agosto de 2015 en la D23 Expo. Se mostraron más escenas en septiembre de 2015 en la Asia Pop Comic Convention. Las imágenes mostradas en ambas convenciones tuvieron una recepción extremadamente positiva de la audiencia.
El primer avance de la película debutó en Jimmy Kimmel Live! el 25 de noviembre de 2015, y en pocas horas se convirtió en la primera tendencia en Twitter. El tráiler tuvo sesenta y un millones de vistas en las primeras veinticuatro horas en línea, superando las treinta y cuatro millones de vistas del de Avengers: Age of Ultron en 2014. Scott Mendelson de Forbes llamó al tráiler «extraordinario» y señaló que el debut temprano antes del estreno de Star Wars: Episodio VII - El despertar de la Fuerza fue una «buena jugada» de Disney como «un modo de no perderse entre los otros ocho mil avances debutando con Star Wars». Mendelson también observó que, basado en el contenido del tráiler, la película estaba siendo «vendida como Capitán América 3, en vez de Avengers 2,5 o Iron Man 4», que podría ayudar a mantener a raya las expectativas de taquilla de la película.
El 4 de febrero de 2016, Marvel lanzó su propia versión del video del «#DíaDelAmigo» de Facebook para Capitán América. El video refleja los creados por Facebook para que los usuarios celebren el aniversario de la fundación del sitio, y tiene imágenes de los «amigos» del Capitán América: el Soldado del Invierno, Thor, Falcon y Ojo de Halcón. El video concluye con una imagen del Capitán América y Iron Man partiéndose a la mitad. Jennifer Konerman de The Hollywood Reporter llamó al video «oportuno» y a su contenido «especialmente relevante considerando la historia» de Civil War. Tres días después, un teaser debutó durante el Super Bowl 50, que recibió la mayor actividad de redes sociales de todos los avances de cine estrenados ese día. Anthony Breznican de Entertainment Weekly dijo que las escenas «en realidad se sienten más como un teaser [que un tráiler completo], ya que muestra algunas tomas nuevas, pero realmente no revela mucho más sobre la historia». Además, sintió que el coreo de «voces invisibles diciendo, "United... We... Stand" y "Divided... We... Fall"» tenía «una vibra de estadio de fútbol», complementando su aparición durante el Super Bowl. Mendelson añadió que Marvel no necesitaba seguir el modelo usado para The Winter Soldier durante el Super Bowl XLVIII de mostrar un avance más largo ya que Civil War era «francamente [una] secuela de más alto perfil». En general, Mendelson sintió que el spot tuvo «solo un poco menos bajo perfil y pequeño en escala que el tráiler que debutó en» noviembre de 2015, y vendía el aspecto «del mundo real con menos drama de personajes y mayormente acción realista entre supuestos superhéroes».
Cuatro días después, en San Valentín, la campaña de Facebook continuó, con Marvel creando una «falsa actualización de estado» para el Capitán América, mostrando que su estado de relación había cambiado a «en una relación complicada con Iron Man». En la junta general de accionistas de The Walt Disney Company en el Auditorium Theatre en marzo, el director ejecutivo Bob Iger presentó un clip de la película, que recibió «aplausos generosos». Del 7 al 10 marzo, Marvel lanzó afiches individuales de los personajes de la película, continuó su campaña de Facebook con dos videos mostrando a los participantes del «Team Cap» y el «Team Iron Man», y lanzó un segundo tráiler. El avance fue visto cerca de noventa y cinco millones de veces en sus primeras veinticuatro horas en línea, superando las vistas alcanzadas por el primer tráiler. Además, hubo doscientas cuarenta mil publicaciones de redes sociales en Twitter, Tumblr, Instagram y Facebook, entre otras, relacionadas con el tráiler, superando las ochenta y un mil que recibió el avance de Age of Ultron en 2014. Según análisis de Internet de ZEFR, el tráiler fue visto más de sesenta y dos millones entre YouTube y Facebook en cuatro días, siendo el segundo avance más visto en el momento, detrás de las 64,6 millones de vistas del primer tráiler de Star Wars: Episodio VII - El despertar de la Fuerza. También se convirtió en el tráiler más visto hasta el 13 de marzo de 2016, según la investigación de ListenFirst, por recibir la mayoría de me gusta, retuits y otros compromisos en Twitter. El tráiler continuó siendo el más visto en YouTube y Facebook por tres semanas seguidas según ZEFR, recibiendo más de noventa y seis millones vistas totales desde su lanzamiento.
Mendelson llamó al tráiler «un caso de libro para una innecesaria segunda presentación [...] ¿Hay alguien que haya visto ese primer teaser en diciembre y haya dicho "Hmm, se ve bien y todo, pero necesito más evidencia?"» Añadió que estaba «un poco decepcionado por la gran revelación de Spider-Man», habiéndose preguntado, luego de que un póster de personaje de Spider-Man no fue lanzado con los otros, si Marvel tendría el «coraje» de no incluir al personaje en ningún material de publicidad antes de estreno de la película, dejando que las «escenas de Peter Parker que la película tiene que ofrecer sean una sorpresa para la audiencia cinematográfica y/o algo que conduzca el boca en boca luego del estreno». El colega de Meldenson en Forbes, Mark Hughes, tuvo una sensación diferente, señalando que el tráiler apuntaba a la audiencia general en vez de solo los fanáticos dando «más explicación [y contexto] de por qué una batalla claramente principal se está librando entre el Capitán América y Iron Man», e incluyendo a Spider-Man ya que «hay muchas sorpresas en estas películas, y dado que ya sabemos que Spider-Man está en Civil War, negarse a dejarnos verlo francamente sería un poco raro e inútil [...] Es común que la audiencia promedio escuche una última pieza de información o vea una última imagen y se sienta empeñado, inspirado o de otro modo llevado a ir al cine ese día. Hay cualquier número de factores que pueden entrar en juego [...] y el mundo necesitaba ver [a Spider-Man] porque es el tipo de elemento de valor agregado que puede hacer [una] diferencia». Graeme McMillan de The Hollywood Reporter sintió que la revelación de Spider-Man «sola hace al tráiler», describiéndola con una sensación «como el personaje de cómic que cobró vida. Ese torpe "hola a todos" de voz quebrada fue tan humilde, aparentemente relajado y engreído como él debería ser».
Con la película aparentemente continuando hilos argumentales presentados en Age of Ultron, Mendelson se preguntaba «hasta qué punto toda la narrativa de "¡Abundancia de consecuencias!" de Civil War mejorará a Age of Ultron. Por tantas cosas buenas que esa película tiene [... finalmente muestra] al héroe principal tonta o imprudentemente [traer] una amenaza mundial a la Tierra, suceden muchas cosas malas y aun así a nadie parece importarle al final [...] ¿Qué significa si Civil War retroactivamente mejora Age of Ultron? ¿Estaremos a un punto en el que realmente no podemos juzgar a una entrega de una franquicia por su cuenta porque una próxima entrega podría arreglar las fallas un par de años después?» McMillan continuó con parte del pensamiento de Mendelson, sintiendo que Marvel estaba «en una posición incómoda con Civil War» en cuanto a la destrucción de los superhéroes de ahí en adelante. Se preguntaba cómo la supervisión de superhéroes «realmente prevendría el tipo de destrucción que pretende detener [...] a menos que los malos accedan a jugar con las nuevas reglas» también. «Peor aún [...] la destrucción causada por peleas de superhéroes [debería estar] primera en la cabeza de los espectadores [...] la audiencia no podrá disfrutar la vista de Hulk haciendo a un secuaz cualquiera atravesar una pared sin pensar en el daño de propiedad y/o quien sea que estuviese parado del otro lado de esa pared. Después de Civil War, ¿puede Marvel volver a pretender que todos están bien después de cualquier evento a gran escala?»
También en marzo, Marvel, asociado con el Intercambio de Ciencia y Entretenimiento de la Academia Nacional de Ciencias de Estados Unidos, Dolby Laboratories, Broadcom, y Synchrony Bank, anunció el «Desafío Chicas Reformando el Futuro», dirigido a mujeres de entre quince y dieciocho años en campos de CTIM (ciencia, tecnología, ingeniería y matemáticas), para enviar proyectos que sientan que pueden cambiar el mundo y tener efectos de largo alcance. Cinco ganadoras asistirían a la premier mundial en el Dolby Theatre, y recibirían un tour de Walt Disney Studios y una cuenta de ahorro de quinientos dólares de Synchrony Bank, con una ganadora del gran premio recibiendo una pasantía en Marvel Studios. El 10 de abril, Evans mostró un clip exclusivo de la película durante los MTV Movie Awards de 2016. A lo largo del mes, los hermanos Russo y el elenco promocionaron la película en París, Pekín, Singapur, Berlín y Londres. Al fin del mes, Marvel lanzó más videos de marketing viral de WHIH Newsfront. con Bibb nuevamente repitiendo su papel como Everhart. En la emisión, Everhart discute con el «analista político» Will Adams, interpretado por Al Madrigal, el costo que llevan los Vengadores por salvar el mundo, y si debería haber regulación del gobierno. Otros segmentos de Newsfront mostraban a William Sadler repetir su papel como el presidente Matthew Ellis, incluyendo una entrevista «exclusiva» y su reacción al incidente involucrando a los Vengadores en Lagos. El 2 de mayo de 2016, Evans, Renner y ejecutivos de Marvel tocaron la campana de abertura de la Bolsa de Nueva York en honor al estreno de la película.

### Mercadería
En la Licensing International Expo de 2015, Disney Consumer Products anunció que se asociaría con licencias como Hasbro, Lego, Funko, Hot Wheels, Rubies, Mad Engine, C-Life, Jay Franco, Global Brand Group, Kellogg's, Hallmark, y American Greetings para vender mercadería relacionada con la película; Coca-Cola, Google, Samsung, Wrigley, Harley Davidson, Audi, Synchrony Financial, Pringles, Keebler, Pizza Hut, Pop Secret, Mouser Electronics, y Vivo, entre otras marcas, también fueron licenciadas de la película. Paul Gitter, vicepresidente de licencias de Marvel en Disney Consumer Products, dijo que desarrollarían a partir del éxito de los productos licenciados para Avengers: Age of Ultron, incluyendo un enfoque en una celebración del 75° aniversario del Capitán América, ropa femenina, vida saludable y viajes, y en promocionar personajes más nuevos como Máquina de Guerra, Falcon, Visión, Viuda Negra y Pantera Negra. «El equipo de los Vengadores es tan aspiracional como enormemente comercializable, compuesto por múltiples héroes únicos uniéndose con habilidades asombrosas, vehículos geniales y un cuartel general de alta tecnología», dijo Gitter. «Capitán América: Civil War no solo nos da nuevas historias para nuestros superhéroes favoritos, sino que también presenta nuevos, permitiéndonos expandir líneas de productos para niños y fanáticos». Como parte de la campaña de marketing de doscientos millones de dólares para la película, Harley Davidson creó dos motocicletas personalizadas, Audi lanzó un comercial dirigido por los Russo con escenas no estrenadas de la película, mientras que Pizza Hut lanzó cajas coleccionables y productos de Kellogg's, Pringles y Keebler contaron con experiencias en realidad virtual. El camino hacia el estreno de la película culminó en una votación en línea masiva en Google, YouTubey Twitter por el Team Cap o el Team Iron Man.
Marvel Comics publicó un cómic preludio de cuatro volúmenes escritos por Will Corona Pilgrim con arte de Szymon Kudranski, comenzando en diciembre de 2015, que adaptó eventos de Iron Man 3 y Captain America: The Winter Soldier. El 10 de febrero, Marvel Comics publicó otro cómic preludio, un solo volumen de Infinite Comics situado entre The Winter Soldier y Civil War. Nuevamente escrito por Pilgrim, el cómic se narra desde la perspectiva de Barnes, Rumlow y Rogers, mostrando cómo cada uno terminó donde comenzaron en Civil War. El arte de la perspectiva de cada personaje es de Lee Ferguson, Goran Sudžuka, y Guillermo Mogorron, respectivamente.

## Estreno
Capitán América: Civil War tuvo su premier en el Dolby Theatre en Hollywood, Los Ángeles el 12 de abril de 2016, y fue proyectada en la CinemaCon de 2016 el 13 de abril. El preestreno de la película en el Sudeste Asiático se llevó a cabo el 21 de abril en el resort Marina Bay Sands en Singapur, mientras que el preestreno en Europa se realizó en Vue Cinemas en Westfield London el 26 de abril. La película se estrenó en mercados internacionales desde el 27 de abril, saliendo en 61 países en su primer fin de semana, incluido el Reino Unido el 29 de abril. El estreno en Norteamérica el 6 de mayo se realizó en más de 4,200 cines, de los cuales 3,300 eran en 3D, junto con 378 cines IMAX, 480 de gran formato premium, y 161 ubicaciones D-Box, En mercados internacionales, la película debutó en 955 cines IMAX, mientras que Corea del Sur vio a Civil War debutar en unos 1,989 cines «sin precedentes». En septiembre de 2014, TNT adquirió los derechos de transmisión por cable de Capitán América: Civil War para dos años después de su estreno en cines.

### Formato casero
Capitán América: Civil War fue lanzada en descarga digital por Walt Disney Studios Home Entertainment el 2 de septiembre de 2016, y en Blu-ray, Blu-ray 3D y DVD el 13 de septiembre de 2016. Los lanzamientos digital y en Blu-ray incluyen contenido de detrás de escenas, comentario de audio, escenas eliminadas, bloopers y un adelanto exclusivo de Doctor Strange. El lanzamiento digital viene con un corto falso documental exclusivo, Team Thor, dirigido por el director de Thor: Ragnarok Taika Waititi, que fue originalmente proyectado en la Comic-Con de San Diego de 2016 y mostró lo que Thor estaba haciendo durante los eventos de Civil War. Capitán América: Civil War se lanzó en 4K Ultra HD Blu-ray el 24 de abril de 2019.

## Recepción

### Taquilla
Capitán América: Civil War recaudó USD 408,1 millones en los Estados Unidos y Canadá, y USD 745,2 millones en otros territorios, para un total mundial de USD 1153 millones. Para el 10 de mayo de 2016, la película había ganado USD 737,8 millones, superando la recaudación total de su predecesora, Captain America: The Winter Soldier (USD 714,4 millones). Se convirtió en la película más taquillera de 2016, la cuarta más taquillera del género de superhéroes, y la tercera más taquillera del año en Norteamérica, detrás de Rogue One: una historia de Star Wars y Buscando a Dory. Deadline Hollywood calculó que las ganancias netas de la película fueron USD 193,4 millones, contando «presupuestos de producción, publicidad, participación de talento y otros costos, con recaudaciones de taquilla y ganancias secundarias de VOD a DVD y TV», colocándola octava en su lista de «superproducciones más valiosas» de 2016.

#### Norteamérica
Dos semanas antes de su estreno, Fandango anunció que la película superó en ventas a todas las películas del Universo cinematográfico de Marvel anteriores al mismo punto del ciclo de ventas, y para su fin de semana de estreno, había logrado la mayor cantidad de ventas anticipadas para una película de superhéroes, representando el 90% de la venta de entradas del sitio. Capitán América: Civil War ganó USD 75,5 millones en su día de estreno. La recaudación de viernes incluía USD 25 millones de las funciones del jueves por la noche, el segundo más alto entre las películas de Marvel, con USD 3,1 millones de los USD 25 millones salidos de cines IMAX, un nuevo récord para Marvel. La película luego ganó USD 61,2 millones el sábado y USD 42,4 millones el domingo, para una recaudación total del primer fin de semana de USD 179,1 millones, la tercera mayor para una película de Marvel y la quinta mayor en general. De esos USD 179,1 millones, USD 16 millones salieron de IMAX, ocupando el segundo puesto para una película del MCU. Las primeras proyecciones de Civil War predecían una ganancia de entre USD 175–200 millones en su fin de semana de estreno, siendo actualizadas a USD 172–178 millones después del viernes. BoxOffice la llamó «la apuesta de taquilla más segura» desde Star Wars: Episodio VII - El despertar de la Fuerza. La película permaneció en el primer puesto en su segundo fin de semana, y cayó al segundo lugar en el tercero, detrás de Angry Birds: la película. En su cuarto fin de semana, Capitán América: Civil War se convirtió en la película más recaudadora de 2016 en Norteamérica, y para el 17 de junio se convirtió en la primera película de 2016 en superar los USD 400 millones.

#### Otros territorios
El estreno de Capitán América: Civil War en 15 países el 27 de abril de 2016 ganó USD 14,9 millones, seguido de USD 23,8 millones el día siguiente de quince países más, y USD 45,3 millones dos días más tarde de otros ocho países, para un total de USD 84 millones en los tres días. Su primer fin de semana generó un total de USD 200,4 millones, luego de que las proyecciones predijeron una ganancia de entre USD 180–250 millones, con USD 9,4 millones salidos de IMAX. La película debutó en el primer puesto en todos los países, excepto Japón. Permaneció en el primer lugar en su segundo fin de semana, recaudando USD 217 millones, con los territorios existentes teniendo un declive de 55% en sus ganancias, superando el total internacional de las anteriores películas del Capitán América, junto con otras películas del MCU. Para IMAX en su segundo fin de semana, Civil War ganó USD 31 millones, un nuevo récord para un día de estreno de una película de Marvel. Para su tercer fin de semana, la película permaneció primera en algunos territorios, siendo superada por Angry Birds: la película en otros, se convirtió en la más taquillera de 2016 y la cuarta del género de superhéroes fuera de Norteamérica.
Estableció récords del mayor día de estreno en México (USD 7,3 millones), día de estreno de 2016 en Francia (USD 2,4 millones), el segundo mayor día de estreno en Brasil (USD 2,7 millones) y los Emiratos Árabes Unidos, el mayor día de estreno de superhéroes en los Países Bajos, y el mayor debut de superhéroes en Turquía y Ucrania. Estableció récords de fin de semana de estreno en Brasil (USD 12,9 millones), México (USD 20,4 millones), y Filipinas (USD 7,7 millones), y fue el segundo mayor en Hong Kong (USD 6,9 millones) y Tailandia (USD 9,4 millones). En el Reino Unido, la película ganó el segundo mayor día y fin de semana de estreno de 2016 con USD 20,5 millones, mientras que en Francia tuvo el mayor fin de semana de estreno de 2016 con USD 10,1 millones. Alemania tuvo el mejor debut de cuatro días de 2016 con USD 8,1 millones, y España tuvo el segundo mayor debut de tres días del año con USD 4,2 millones. Para Corea del Sur, la película fue el mayor debut no coreano y el mayor de Marvel. China tuvo el segundo mejor debut en IMAX (USD 9,5 millones), así como el segundo mayor fin de semana de estreno para una película de Hollywood (USD 95,6 millones), con la película finalmente convirtiéndose en el tercer mayor estreno de Disney en el país después de diez días, y la segunda mayor película de superhéroes. Japón vio a la película debutar tercera con USD 4,2 millones, detrás de Detective Conan: The Darkest Nightmare (USD 5,3 millones) y Zootopia (USD 4,8 millones). Los mayores mercados de la película fueron China (USD 190,4 millones), Corea del Sur (USD 62,8 millones) y el Reino Unido (USD 53,2 millones).

### Crítica
El recopilador de críticas Rotten Tomatoes informó un porcentaje de aprobación del 91% basado en 385 reseñas, con un puntaje promedio de 7,7/10. El consenso crítico del sitio dice, «Capitán América: Civil War da comienzo a la nueva ola de películas de Marvel con una superproducción de superhéroes llena de acción con una trama claramente no caricaturesca y el coraje para explorar temas que invitan a reflexionar». Metacritic, que usa una media ponderada, le asignó una puntuación de 75 de 100 basada en 52 críticos, indicando «reseñas generalmente favorables». Las audiencias encuestadas por CinemaScore le dieron a la película una nota promedio de «A» en una escala entre A+ y F, mientras que PostTrak informó que los espectadores le dieron un puntaje positivo de 88% y una «recomendación definitiva» de 75%.
Justin Chang de Variety la llamó «la película más madura y sustantiva que emergió del Universo cinematográfico de Marvel hasta ahora». Sheri Linden de The Hollywood Reporter dijo, «Llámalo "guerra civil" o extensión de la marca, llámalo un "universo cinematográfico" o un gigante corporativo; la última extravaganza de Marvel impulsa la polinización cruzada de franquicias de acción del estudio de un modo que asegura satisfacer a los devotos». Robbie Collin de The Daily Telegraph escribió, «Ésta es la confrontación cinematográfica de superhéroes que has soñado desde la infancia, precisamente porque esto es todo —y lo único— que quiere ser». Catherine Shoard de The Guardian la llamó, «un enorme pico de aspartamo de película: un bocadillo gigante e irresistible, no nutritivo, pero muy sabroso». Richard Roeper del Chicago Sun-Times escribió, «Gloria a los co-directores Anthony y Joe Russo y al equipo de guionistas por malabarear con una docena de personajes de cómic y casi esa cantidad de líneas argumentales, y solo ocasionalmente perdiéndonos (y por nos me refiero a mí) en la maleza geek». Kenneth Turan de Los Angeles Times dijo, «Si vives y respiras Marvel, esta es una de las entregas más fuertes del MCU. Si eres un espía que viene del frío, la respuesta no es tan clara». A. O. Scott de The New York Times escribió, «Capitán América: Civil War no trasciende en ningún sentido las convenciones del género. Al contrario: triunfa porque no lo intenta realmente».
Por otro lado, Stephen Whitty del New York Daily News dijo, «Aunque se llama Capitán América: Civil War, la última película de Marvel es en realidad una entrega de Avengers sobredimensionada; sobrecargada hasta reventar. Y a veces en su duración de dos horas y media, simplemente se quiebra». Mick LaSalle del San Francisco Chronicle dijo, «Como una obra de pensamiento, Civil War se ve comprometida, pero al menos hay pensamientos que comprometer. Como una película de acción, tiene sus momentos, pero aparte de la gran secuencia inicial, las escenas de acción son algo chatas». Andrew O'Hehir escribiendo para Salon dijo, «La mayoría de Capitán América: Civil War es solo la laboriosa elaboración de elementos de la trama sobrantes de Captain America: The Winter Soldier dos veranos atrás». Mientras que Nicholas Barber de BBC le dio a la película una reseña generalmente favorable, elogiando tanto sus efectos visuales como sus escenas de acción, criticó el hecho de que no había «razón convincente para que cualquiera de [los Vengadores] esté en un bando o el otro, que es por qué su inevitable enfrentamiento se siente como un juego de quemado en un patio escolar». Mark Millar, escritor de la historia del cómic Civil War en la que se basa la película, sintió que la película «tuvo unos buenos primeros veinte [minutos], pero honestamente no puedo recordar de qué trata la película después de ahí». También sintió que la película careció de frivolidad, en especial considerando los antecedentes cómicos de los hermanos Russo.

### Premios y nominaciones
| Año  | Premio                                | Categoría                                                      | Receptor(es) | Resultado | Ref(s)          |
| ---- | ------------------------------------- | -------------------------------------------------------------- | --- | --------- | --------------- |
| 2016 | Teen Choice Awards                    | Mejor película de ciencia ficción/fantasía                     | Captain America: Civil War | Ganadora  | [ 259 ] [ 260 ] |
| 2016 | Teen Choice Awards                    | Mejor actor de ciencia ficción/fantasía                        | Chris Evans | Ganador   | [ 259 ] [ 260 ] |
| 2016 | Teen Choice Awards                    | Mejor actor de ciencia ficción/fantasía                        | Robert Downey Jr. | Nominado  | [ 259 ] [ 260 ] |
| 2016 | Teen Choice Awards                    | Mejor actriz de ciencia ficción/fantasía                       | Scarlett Johansson | Nominada  | [ 259 ] [ 260 ] |
| 2016 | Teen Choice Awards                    | Mejor química                                                  | Robert Downey Jr., Scarlett Johansson, Don Cheadle, Paul Bettany y Chadwick Boseman                                              | Nominados | [ 259 ] [ 260 ] |
| 2016 | Teen Choice Awards                    | Mejor química                                                  | Chris Evans, Sebastian Stan, Anthony Mackie, Elizabeth Olsen y Jeremy Renner                                                     | Nominados | [ 259 ] [ 260 ] |
| 2016 | Teen Choice Awards                    | Mejor beso                                                     | Chris Evans y Emily VanCamp | Nominados | [ 259 ] [ 260 ] |
| 2016 | Teen Choice Awards                    | Mejor villanos                                                 | Daniel Brühl | Nominado  | [ 259 ] [ 260 ] |
| 2016 | Teen Choice Awards                    | Mejor ladrón de escenas                                        | Chadwick Boseman | Nominado  | [ 259 ] [ 260 ] |
| 2016 | Teen Choice Awards                    | Mejor ladrón de escenas                                        | Tom Holland | Nominado  | [ 259 ] [ 260 ] |
| 2016 | Kid's Choice Awards México            | Película favorita                                              | Capitán América: Civil War | Ganadora  |                 |
| 2016 | Premios de la Crítica Cinematográfica | Mejor película de acción                                       | Captain America: Civil War | Nominada  | [ 261 ]         |
| 2016 | Premios de la Crítica Cinematográfica | Mejor actor de acción                                          | Chris Evans | Nominado  | [ 261 ]         |
| 2016 | Premios de la Crítica Cinematográfica | Mejor actriz de acción                                         | Scarlett Johansson | Nominada  | [ 261 ]         |
| 2017 | People's Choice Awards                | Película favorita                                              | Captain America: Civil War | Nominada  | [ 262 ]         |
| 2017 | People's Choice Awards                | Película de acción favorita                                    | Captain America: Civil War | Nominada  | [ 262 ]         |
| 2017 | People's Choice Awards                | Actor favorito                                                 | Robert Downey Jr. | Nominado  | [ 262 ]         |
| 2017 | People's Choice Awards                | Actriz favorita                                                | Scarlett Johansson | Nominada  | [ 262 ]         |
| 2017 | People's Choice Awards                | Actor de acción favorito                                       | Chris Evans | Nominado  | [ 262 ]         |
| 2017 | People's Choice Awards                | Actor de acción favorito                                       | Robert Downey Jr. | Ganador   | [ 262 ]         |
| 2017 | People's Choice Awards                | Actriz de acción favorita                                      | Scarlett Johansson | Nominada  | [ 262 ]         |
| 2017 | Premios del Sindicato de Actores      | Mejor reparto de especialistas                                 | Captain America: Civil War | Nominada  | [ 263 ]         |
| 2017 | Premios Annie                         | Mejor animación de personaje en una producción de imagen real. | Spider-Man – Steve Rawlins, Ebrahim Jahromi, Cedric Lo, Stephen King, and Yair Gutiérrez.                                        | Nominados | [ 264 ]         |
| 2017 | NAACP Image Awards                    | Mejor actor de reparto                                         | Chadwick Boseman | Nominado  | [ 265 ]         |
| 2017 | NAACP Image Awards                    | Mejor dirección                                                | Anthony y Joe Russo | Nominados | [ 265 ]         |
| 2017 | Kids' Choice Awards                   | Película favorita                                              | Captain America: Civil War | Nominada  | [ 266 ]         |
| 2017 | Kids' Choice Awards                   | Actor favorito                                                 | Robert Downey Jr. | Nominado  | [ 266 ]         |
| 2017 | Kids' Choice Awards                   | Actor favorito                                                 | Chris Evans | Nominado  | [ 266 ]         |
| 2017 | Kids' Choice Awards                   | Actriz favorita                                                | Scarlett Johansson | Nominada  | [ 266 ]         |
| 2017 | Kids' Choice Awards                   | Patea-traseros favorito                                        | Chris Evans | Ganador   | [ 266 ]         |
| 2017 | Kids' Choice Awards                   | Patea-traseros favorito                                        | Scarlett Johansson | Nominada  | [ 266 ]         |
| 2017 | Kids' Choice Awards                   | Eneamigos favoritos                                            | Chris Evans y Robert Downey Jr.                                                                                                  | Nominados | [ 266 ]         |
| 2017 | Kids' Choice Awards                   | #SQUAD                                                         | Chris Evans, Robert Downey Jr., Scarlett Johansson, Sebastian Stan, Anthony Mackie, Don Cheadle, Jeremy Renner, Chadwick Boseman | Nominados | [ 266 ]         |
| 2017 | Premios Empire                        | Mejor actor revelación                                         | Tom Holland | Nominado  | [ 267 ]         |
| 2017 | Premios Empire                        | Mejor película de suspenso                                     | Captain America: Civil War | Nominada  | [ 267 ]         |
| 2017 | Premios Empire                        | Mejor diseño de vestuario                                      | Captain America: Civil War | Nominada  | [ 267 ]         |
| 2017 | Premios Empire                        | Mejores efectos visuales                                       | Captain America: Civil War | Nominada  | [ 267 ]         |
| 2017 | Premios Saturn                        | Mejor película basada en un cómic                              | Captain America: Civil War | Nominada  | [ 268 ]         |
| 2017 | Premios Saturn                        | Mejor director                                                 | Anthony y Joe Russo | Nominados | [ 268 ]         |
| 2017 | Premios Saturn                        | Mejor actor                                                    | Chris Evans | Nominado  | [ 268 ]         |
| 2017 | Premios Saturn                        | Mejor actor de reparto                                         | Chadwick Boseman | Nominado  | [ 268 ]         |
| 2017 | Premios Saturn                        | Mejor actriz de reparto                                        | Scarlett Johansson | Nominada  | [ 268 ]         |
| 2017 | Premios Saturn                        | Mejor interpretación de un actor/actriz joven                  | Tom Holland | Ganador   | [ 268 ]         |
| 2017 | Premios Saturn                        | Mejor montaje                                                  | Jeffrey Ford y Matthew Schmidt                                                                                                   | Nominados | [ 268 ]         |
| 2017 | Premios Saturn                        | Mejor diseño de producción                                     | Owen Paterson | Nominado  | [ 268 ]         |

## Futuro

### Potencial regreso de Evans
Según Feige, Civil War es la conclusión de la trilogía del Capitán América que comenzó con El primer vengador. Si bien es la última película individual del Capitán América en el contrato de Evans con Marvel Studios, Evans dijo en septiembre de 2015 que estaba dispuesto a extender su contrato más allá de Avengers: Infinity War y Avengers: Endgame, las últimas películas de su contrato en el momento. En noviembre de 2018, Joe Russo dijo que Evans "aún no había terminado" con el Capitán América después de Endgame. En noviembre de 2019, cuando se le preguntó si volvería a interpretar el papel del Capitán América, Evans respondió: "Nunca dices nunca. Amo al personaje. No lo sé", y agregó: "No es un no difícil, pero no es un sí ansioso tampoco". En enero de 2021, se informó que Evans estaba cerca de firmar un acuerdo para repetir el papel del Capitán América en al menos un proyecto futuro. Se dijo que la participación de Evans fue similar a cómo Downey tuvo papeles secundarios en otras franquicias cinematográficas, como Civil War, después de concluir la serie de películas de Iron Man con Iron Man 3 (2013). Evans pronto dijo que el informe era "una novedad para él". Su posible regreso estaría en un proyecto separado de la cuarta película del Capitán América en desarrollo.

### Miniserie y cuarta película
Una de las miniseries de Disney+ de Marvel Studios, The Falcon and the Winter Soldier, fue estrenada en 2021, con Malcolm Spellman como escritor principal y Kari Skogland como directora. Se centró en Sam Wilson / Falcon de Mackie y Bucky Barnes / Winter Soldier de Stan, con Cheadle, Brühl, VanCamp y Kasumba retomando sus papeles como James "Rhodey" Rhodes, Helmut Zemo, Sharon Carter y Ayo, respectivamente, junto con Georges St-Pierre como Georges Batroc de Captain America: The Winter Soldier.
Para abril de 2021, se estaba desarrollando una cuarta película del Capitán América, que giraría en torno a Sam Wilson y serviría como una continuación de los eventos de The Falcon and the Winter Soldier. Spellman y Dalan Musson, quienes fueron escritores de The Falcon and the Winter Soldier, estaban escribiendo el guion. Mackie se unió para protagonizar la película, en agosto de 2021. Julius Onah fue elegido para dirigir la película en julio de 2022 y se anunció oficialmente ese mismo mes en la Comic-Con de San Diego como Capitán América: New World Order. Danny Ramírez y Carl Lumbly repite sus respectivos papeles de Joaquín Torres e Isaiah Bradley de The Falcon and the Winter Soldier, junto con Tim Blake Nelson retomando su papel de Samuel Sterns / Líder de The Incredible Hulk (2008), con Shira Haas apareciendo como Sabra. Harrison Ford también aparecerá como Thaddeus Ross, luego de la muerte de Hurt en 2022. Su lanzamiento está programado para el 3 de mayo de 2024.